# Vučitrn
Vučitrn vagy Vushtrri (albán nyelven: Vushtrri, Vushtrria, szerb nyelven: Вучитрн, Vučitrn) város és közigazgatási egység Északkelet-Koszovóban. Ez Kosovska Mitrovica Kerület székhelye. A város nevének jelentése Farkasok tüskéje, a környéken honos növény, a tövises iglice után.
Jóllehet nincsenek hivatalos népszámlálási adatok, ugyanakkor a közigazgatási egység becsült lélekszáma 69 881 fő. Szintén e városban található a Kosovo Centre for Public Safety Education and Development (Koszovó Közbiztonság Oktatási és Fejlesztési Központ), korábbi nevén a Koszovói Rendőrképző Iskola, ahol az Európai Biztonsági és Együttműködési Szervezet képezte ki a többnemzetiségű rendőri szervezet tagjait. Az itt kiképzett rendőrök az EBESZ távozó képviselői után vették át a rendvédelmi feladatokat.

## Történelem

### Ókor
Az ókorban a város római neve Vicianum volt. A Kr. e. 1. században Vicianumot elfoglalták a rómaiak. A római időkben a város gazdasági és kulturális virágzásnak indult.

### Középkor
A Római Birodalom bukása után a Bizánci Birodalom részévé vált a terület és ezzel együtt a város is. A Nagy egyházszakadás után a város polgárai továbbra is az Ortodox kereszténység követői maradtak. A középkorban a város elsősorban a IV. István Uroš szerb cár uralkodása alatt megerősített Vojinovića-torony környékén terjeszkedett.
A 14. században a Török Birodalom a Balkánon kezdett el terjeszkedni. A város történetéből az első adatok a törökök jelenlétéből 1439-ből származnak, 50 évvel azt követően, hogy lezajlott a Rigómezei csata (1389). Az Iszlám terjedésével a városban és környékén egyre jobban terjedni kezdtek a mecsetek, fogadók, fürdők és medresszék.
A 15. század és a 18. század közt a város volt a Balkán egyik legnagyobb városa és egyben az azt körülölelő Szandzsák központja.

## Huszadik század
Az Első Balkán-háború eredményeképpen a város 1912-ben a Szerb Királyság (1882–1918) része lett, ám csak a következő évben ismerték el nemzetközileg. 1914-ben kitört az első világháború és Vučitrn az Osztrák–Magyar Monarchia részévé vált, majd mikor véget ért a háború, Szerbia a Jugoszláv Királyság részévé vált.
A második világháború alatt a terület a németek megszállása alá került. 1944 novemberében megalakult a kommunista berendezkedésű Jugoszlávia.
1989 márciusában a szerb hatóságok eltörölték az 1974-es jugoszláv alkotmányt, visszaállítva ezáltal Koszovó státuszát, melyet az 1963-as alkotmány, 1971-es módosítása során nyert el. Ez a cselekedet széles körben azáltal vált ismertté, hogy megfosztotta volna a régió helyi albán hatóságait jogaiktól és végső soron fegyveres felkelések kirobbanásához vezetett, melyet a Koszovói Felszabadítási Hadsereg, azaz az UÇK (ejtsd: UCsK) szervezett, egészen a NATO 1999-es megszállásáig. A NATO erők 1999. június 16-án törtek be Vučitrnba.

## Népességi adatok
| Ethnikai megoszlás, beleértve a kisebbségeket |        |      |       |     |      |      |         |      |          |
| Év/Népesség                                   | Albán  | %    | Szerb | %   | Roma | %    | Ashkali | %    | Összesen |
| Január 1999                                   | 81,807 | 93.3 | 5,466 | 6.2 | 300  | 0.34 | 150     | 0.17 | 87,723   |
| Jelen adatok, becslés                         | 98,000 | 95.4 | 4,137 | 4.0 | 125  | 0.12 | 400     | 0.39 | 102,662  |

## Hivatalos nyelvek
A Vučitrn közigazgatási egységben az albán nyelv és a török nyelv a hivatalos nyelv.

## Híres emberek
- Hasan Prishtina (1873–1933) albán politikus, rövid ideig miniszterelnök (1921)
- Salih Vuçitërni (1880–1949) albán politikus, muszlim vallási vezető
- Viktorija Miskovic, szerb rockzenész
- Jorgovanka Tabaković, a Szerb Nemzeti Bank vezetője
- Shefki Kuqi, futballista
- Samir Ujkani, futballista
- Debatik Curri, futballista
- Armend Dallku, futballista
- Ahmed Januzi, futballista
- Sami Hoti, futballista

## Fordítás
Ez a szócikk részben vagy egészben  a   Vučitrn című angol Wikipédia-szócikk ezen változatának fordításán alapul.  Az eredeti cikk szerkesztőit annak laptörténete sorolja fel. Ez a jelzés csupán a megfogalmazás eredetét és a szerzői jogokat jelzi, nem szolgál a cikkben szereplő információk forrásmegjelöléseként.